# Kalle Ankas Pocket 21: Givmilde farbror Joakim
Givmilde farbror Joakim är den 21:a boken i Kalle Ankas Pocket-serien utgiven 1976 av Hemmets Journal AB (ISBN 91-7300-378-6).
Omslaget visar en bild på Joakim von Anka som dansar runt bland sina pengar.

## Tabell
| Namn                               | Sidantal | Berättelse     | Manus              | Teckningar      | Tusch             | Originaltitel                            |
| ---------------------------------- | -------- | -------------- | ------------------ | --------------- | ----------------- | ---------------------------------------- |
| Striden om drakskeppet             | 60       | Guido Martina  | Guido Martina      | Romano Scarpa   | Giorgio Cavazzano | Zio Paperone e il drakkar volante        |
| Farbror Joakim och gulverfyndet    | 39       | Abramo Barosso | Gian Paolo Barosso | Luciano Gatto   | Luciano Gatto     | Zio Paperone e le fonti dell'Elettrone   |
| Farbror Joakim åker på en blåsning | 25       | Rodolfo Cimino | Rodolfo Cimino     | Giorgio Bordini | Giorgio Bordini   | Zio Paperone e le trombe di Eustachio    |
| Farbror Joakim på djupt vatten     | 74       | Guido Martina  | Guido Martina      | Romano Scarpa   | Giorgio Cavazzano | Zio Paperone e il tunnel sotto la manica |
| Ur Kajsas dagbok: Garage-Rea       | 6        |                |                    |                 |                   |                                          |
| Knattarna på hemligt uppdrag       | 42       | Guido Martina  | Guido Martina      | Luciano Gatto   | Luciano Gatto     | Zio Paperone e i tappeti "imbottiti"     |

Dessutom inleds pocketen med en ensidesserie av samt en inledning på fyra sidor av Marco Rota.

### Striden om drakskeppet
von Pluring tilldelas en hedersmedalj som Ankeborgs mest framstående medborgare när man inviger ett sjöfartsmuseum som Ankeborg fått av von Pluring. Joakim von Anka blir rasande, men upptäcker att museet är tomt. När han gör borgmästaren uppmärksam på detta tar man tillbaka medaljen från von Pluring, till Joakims favör. von Pluring är dock fast bestämd att hitta något som flyter för att få tillbaka medaljen. Joakim försöker dock hindra honom.
Dagen därpå besöker farbror Joakim Kalle Anka för att fråga knattarna var staden Oslo ligger, eftersom Pluring åkt dit. Därefter flyger han till Oslo med knattarna och Kalle för att stoppa Pluring. Väl i Oslo tillfångatas de av von Pluring så att de inte ska hindra honom. Pluring har nämligen lyckats få tag på ett äkta vikingaskepp. Det köpte hans kumpan, den präktige Olaf Viking, av en skrothandlare.